# Archiconchoecinna arctica
Archiconchoecinna arctica är en kräftdjursart som beskrevs av V. G. Chavtur 2003. Archiconchoecinna arctica ingår i släktet Archiconchoecinna och familjen Halocyprididae. Inga underarter finns listade i Catalogue of Life.